# Мууга (залив)
Залив Му́уга, также залив Ра́ндвере (эст.  Muuga laht, Randvere laht) — залив Балтийского моря на северном побережье Эстонии между полуостровом Виймси и мысом Тахкумяэ. Является юго-западной частью залива Ихасалу и частью Финского залива.
Залив достигает 30 метров в глубину.
Восточное и западное побережье залива низменные, поросшие лесом. Побережье каменистое. Глубина в 5 метров находится в 900—1100 метрах от береговой линии. В южной части залива в него впадает ручей Крооди (Kroodi), к западу от него находится порт Мууга. Погодные условия в порту Мууга сходны с Таллинским портом, зимой ледовая обстановка в порту Мууга в некоторой степени мягче.
После возведения в 1986 году порта Мууга залив стал одним из районов наиболее интенсивного судоходства в Эстонии.
В 3,5 милях от порта Мууга в море находится отмель Карбимадал (Karbimadal).
На западном побережье залива находится деревня Рандвере. У берега залива простирается граница города Маарду.
На берегу залива Мууга находятся ледниковый валун Кабеликиви (Kabelikivi) и каменистая россыпь Хансумяэ (Hansumäe).
Кабеликиви является первым по обхвату и вторым по объёму ледниковым валуном Эстонии после валуна Эхалкиви (Ehalkivi). Его размеры: 18,7 метра в длину, 15 метров в ширину и 7 метров в высоту, обхват — 58 метров, объём — 728 м³.
Каменистая россыпь Хансумяэ находится в 700 метрах от валуна Ка́беликиви в деревне Мууга к северо-западу от хутора Хансумяэ в болотистой ольхово-черёмуховой топи. Она состоит из десяти ледниковых валунов. Самый большой из них — валун Хансумяэ, 31,2 метра в обхвате.
В водах залива находится ледниковый валун Рандвере. Его размеры: высота — 3,6 метра, обхват — 20,8 метра.

## Галерея

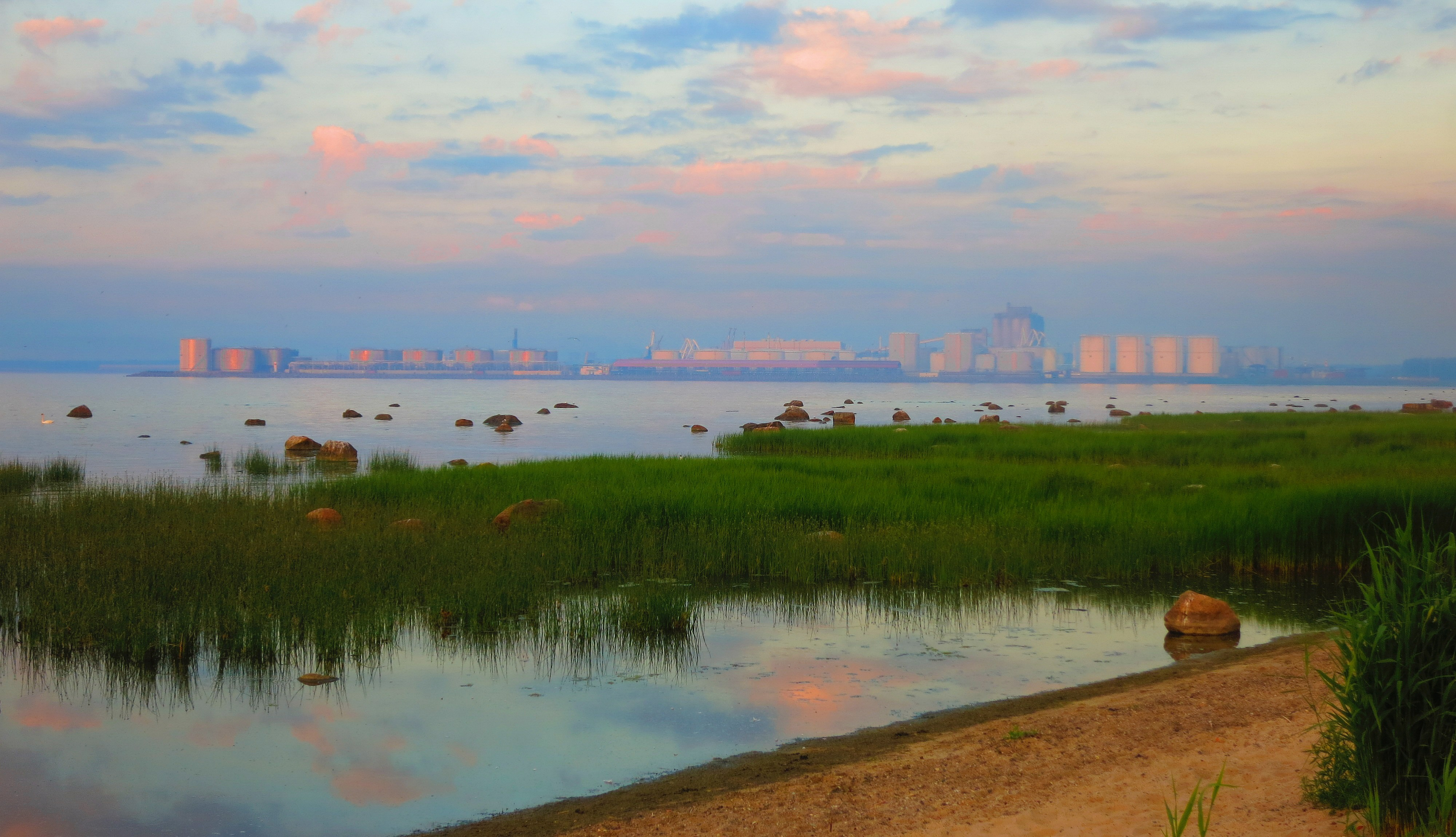
Вид на залив и порт Мууга
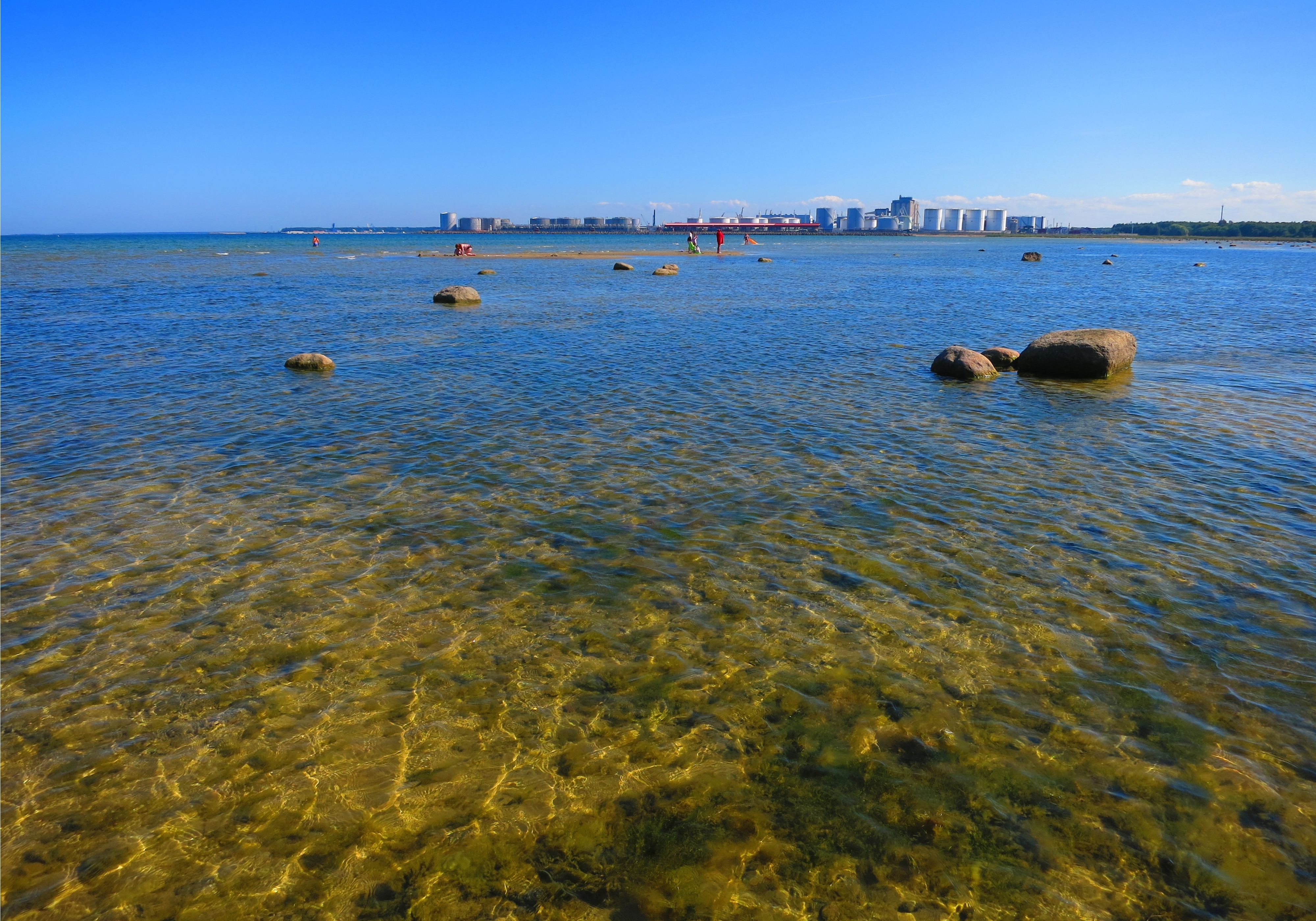
Вид на залив Мууга от церкви Рандвере
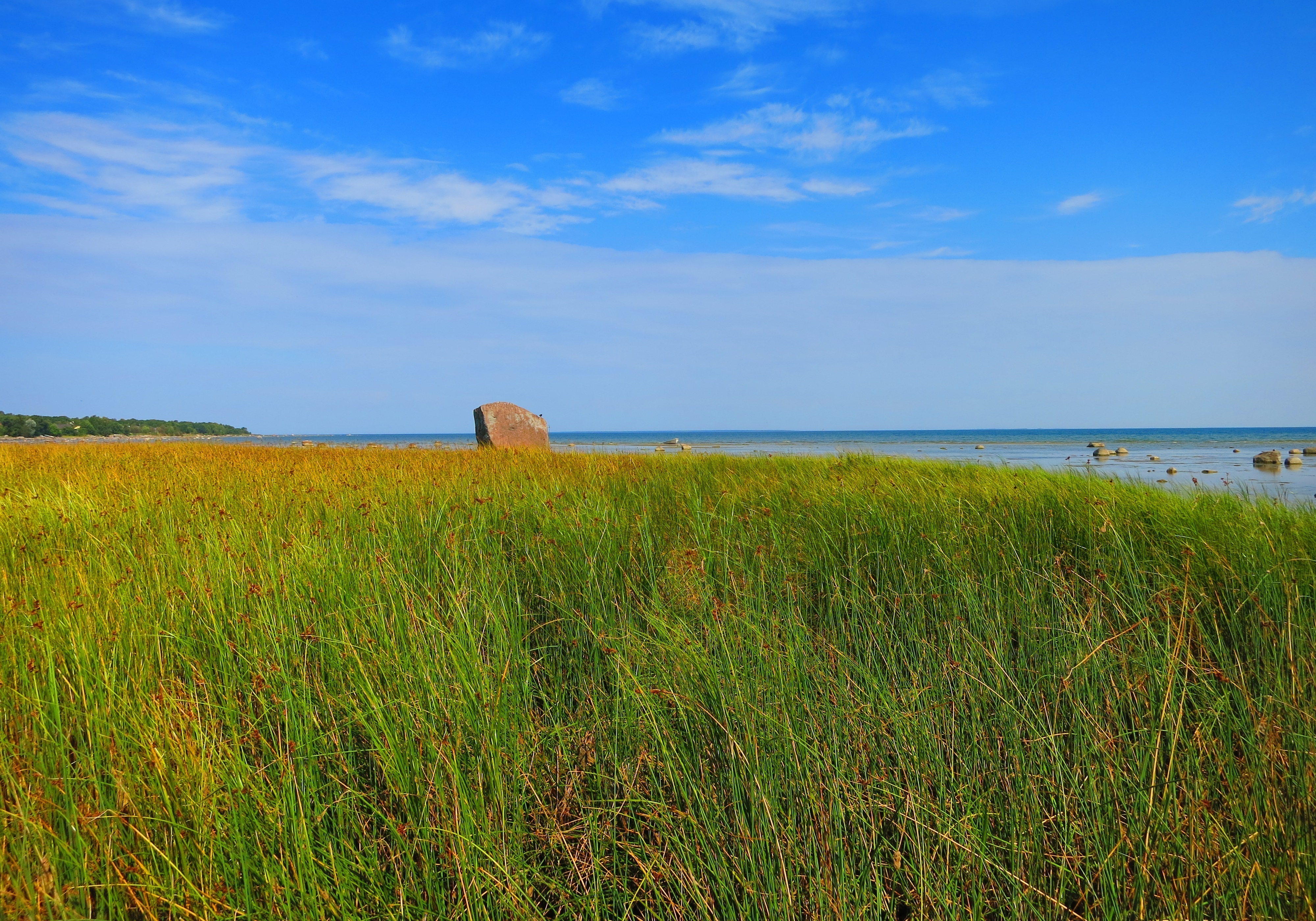
Берег залива Мууга
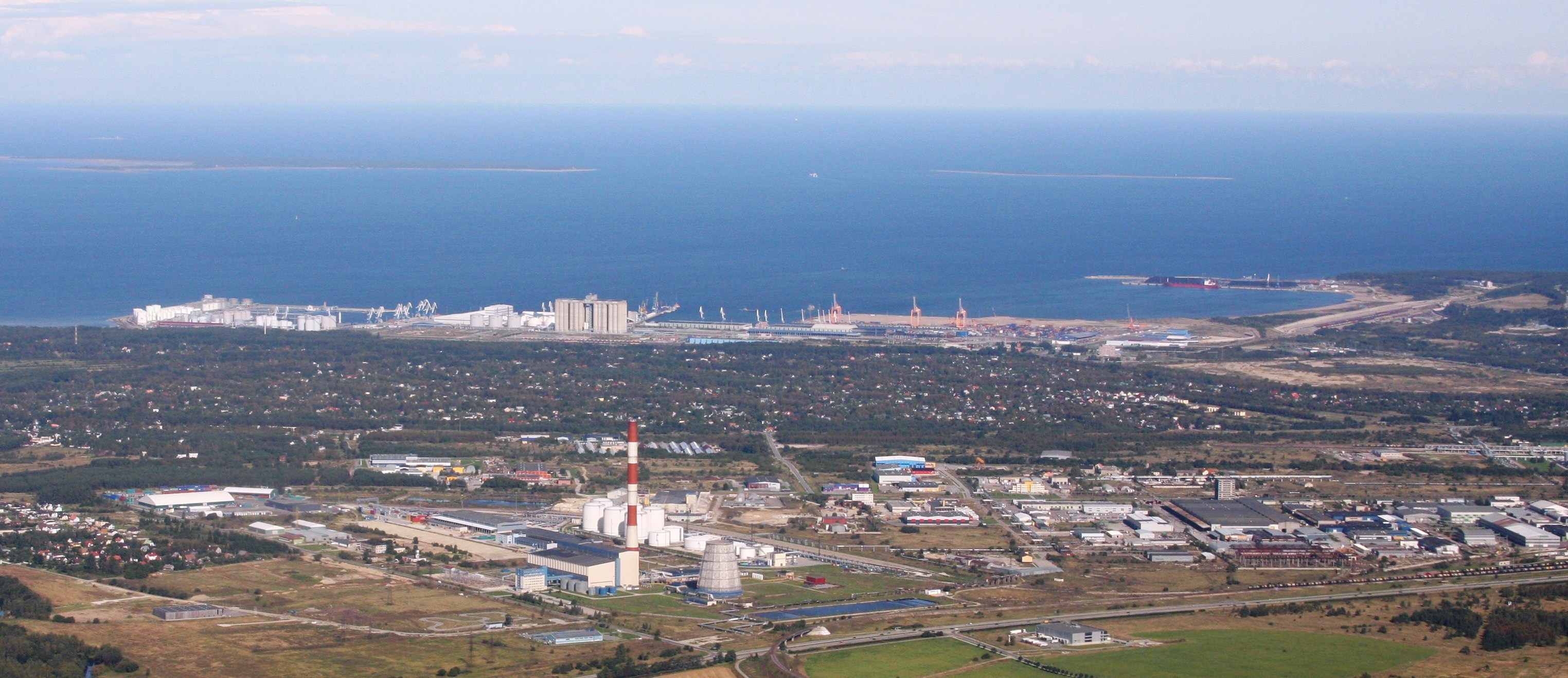
Залив Мууга и порт Мууга
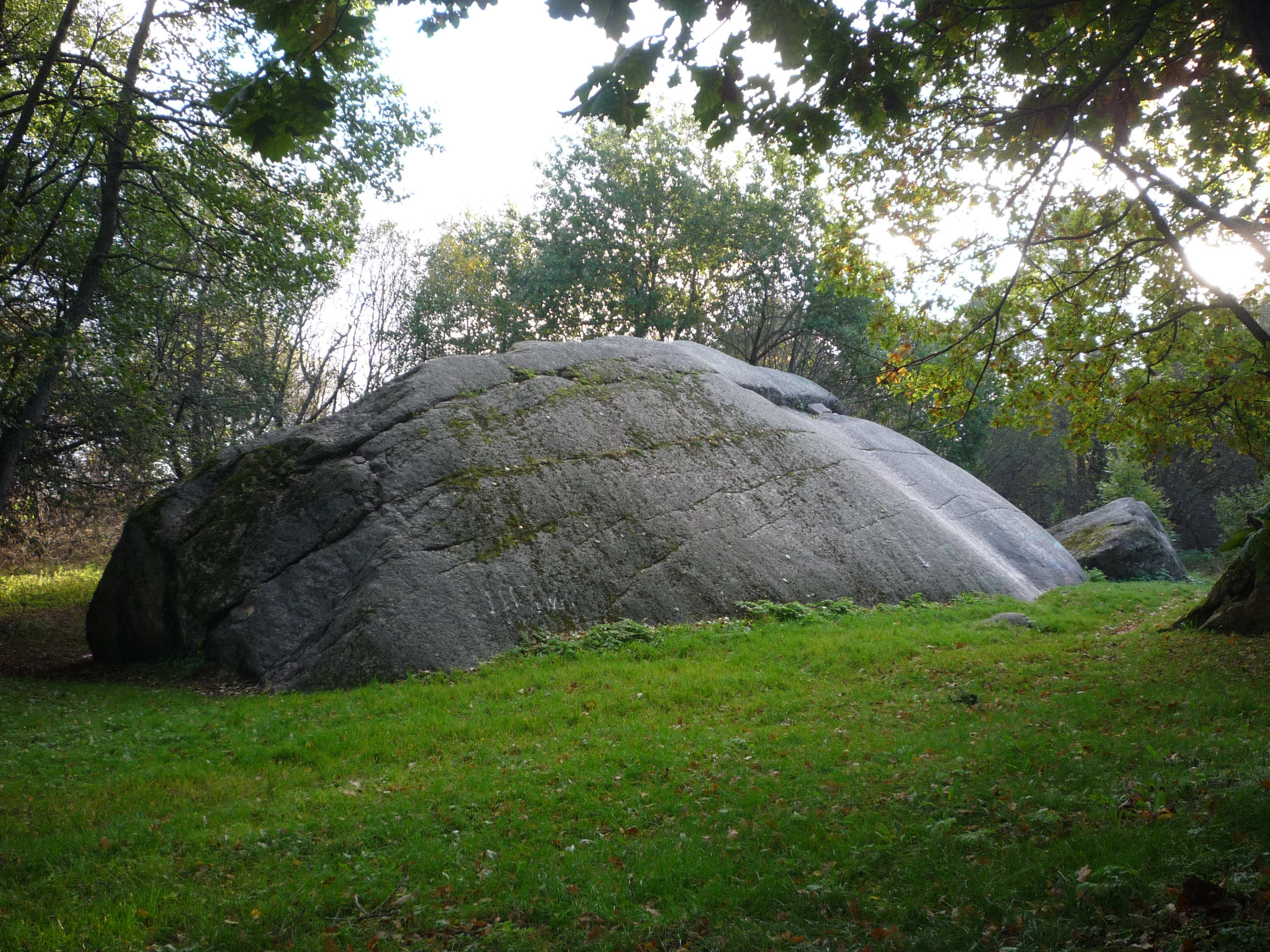
Ледниковый валун Кабеликиви
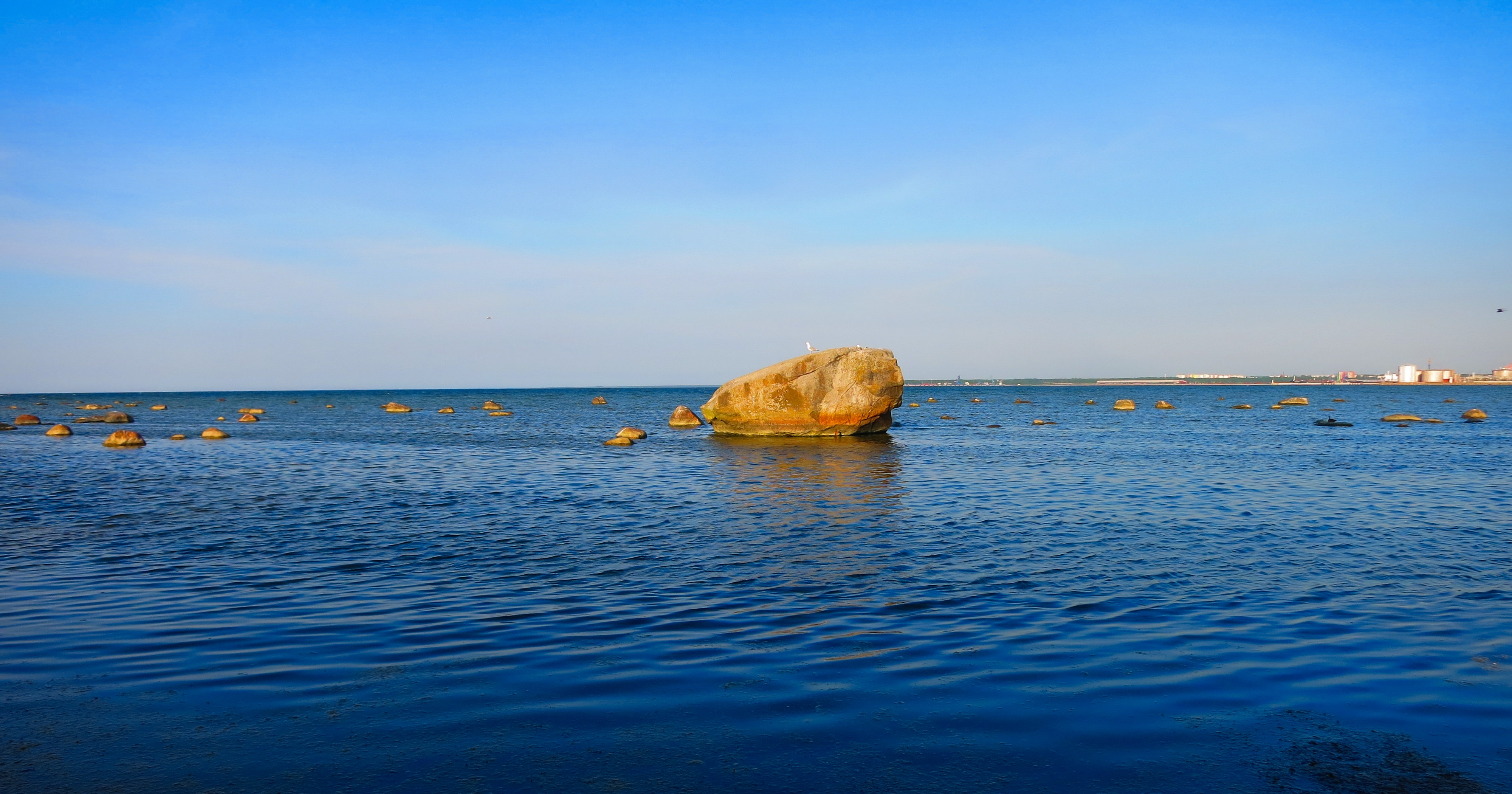
Ледниковый валун Рандвере